# Marcel Inné
Marcel Inné, né le 21 novembre 1934 à Dogondoutchi et mort le 5 mars 2001 à Niamey, est un enseignant nigérien devenu responsable syndical, homme politique local, directeur de radio et ministre de l'éducation.

## Vie syndicale
Marcel Inné fréquente l'école primaire à Zinder puis a suivi une formation pédagogique à Niamey. Il travaille de 1951 à 1954 comme maître-assistant à Maïné-Soroa et à Magaria. À partir de 1955, il enseigne à l'école régionale de Birni, centre historique de Zinder. La même année, Inné devient secrétaire général de la section de Zinder du Syndicat National des Enseignants du Niger (SNEG) et de la section de Zinder de l'Union Nationale des Travailleurs du Niger (UNTN). Dans les années 1950, il séjourne deux fois en France pour se perfectionner.

## Carrière dans l'enseignement
De 1960 à 1964, Inné est directeur de l'école régionale de Birni, de 1964 à 1967 conseil scolaire et à partir de 1968 inspecteur d'académie du département de Zinder. En 1966, il prend également la charge d'adjoint au maire de Zinder. En sa qualité d'inspecteur d'académie, il participe activement à la mise en place des écoles expérimentales. Dans ces écoles primaires expérimentales, fondées en 1973, les langues nationales du Niger étaient enseignées en plus de la langue officielle, le français. Marcel Inné et André Salifou ont également établi la tradition théâtrale dans la ville de Zinder.

## Carrière politique
Un coup d'État militaire le 15 avril 1974 a mis fin au mandat du président de longue date Hamani Diori. Seyni Kountché s'est installé comme nouveau dirigeant. Marcel Inné est envoyé à la capitale, Niamey, et perd ses postes de responsable syndical, d'inspecteur d'académie et d'adjoint au maire. Pas plus tard qu'en 1974, le régime militaire lui confie un nouveau poste de chef de la télévision scolaire. Par la suite, en 1978, Kountché le nomme premier directeur général de la chaîne de télévision publique ORTN. Il a occupé ce poste jusqu'en 1981. De 1981 à 1987, Inné a été vice-directeur de l'Institut National de Documentation, de Recherches et d'Animation Pédagogiques (INDRAP). Il a également été consultant auprès de l'UNESCO et du CILSS à partir des années 1970 et a été parfois responsable de la formation continue des enseignants à l'Université de Niamey.
Seyni Kountché décède en 1987, Ali Saibou lui succède à la tête de l'État. Pour Marcel Inné, cela signifiait un autre saut de carrière. De 1987 à 1989, il est membre du Conseil national de développement, la plus haute instance de l'État, où il est chargé de former les cadres du régime. Le 19 mai 1989, Marcel Inné est nommé ministre de l'éducation nationale, succédant à Ousmane Gazéré. Cependant, il n'est resté en fonction que quelques mois. Le 20 décembre 1989, Mamadou Dagra devient le nouveau ministre de l'Éducation nationale. Inné a pris sa retraite le 1er janvier 1990. Le chef de l'État Saibou l'a ensuite nommé président du conseil d'administration de l'hôtel public Gawèye à Niamey.

## Distinctions honorifiques
- Chevalier de l'Ordre national du Niger (1972)
- Chevalier (1972) et Officier (1990) des Palmes académiques françaises
- Chevalier (1976) et Commandeur (1997) des Palmes Académiques Nigériennes[1]

## Littérature
- Jean-Dominique Pénel, Littérature du Niger: Barkiré Alidou, Marcel Inné, Hima Adamou, Djibo Mayaki, Alhassane Danté, Soli Abdourhamane, Amadou Ousmane, Albert Issa, Boubé Zoumé, Idé Adamou, vol. Volume II: Barkiré Alidou, Marcel Inné, Hima Adamou, Djibo Mayaki, Alhassane Danté, Soli Abdourhamane, Amadou Ousmane, Albert Issa, Boubé Zoumé, Idé Adamou, 2010 (ISBN 978-2-296-12859-0)